# Unitate solară
În astrofizică unitățile solare utilizează valorile relative la Soare pentru unități de masă, rază și luminozitate, care sunt respectiv de ordinul a:
- {\displaystyle M_{\odot }\approx 2\times 10^{30}\;{\rm {kg}}},
- {\displaystyle R_{\odot }\approx 6{,}96\times 10^{5}\;{\rm {km}}},
- {\displaystyle L_{\odot }\approx 3{,}8\times 10^{26}\;{\rm {W}}}.